# Horin (rivier)
De Horin of Harin is een rivier die door Oekraïne en Wit-Rusland stroomt en ten slotte de Pripjat voedt. De rivier heeft een lengte van 659 km en een stroomgebied van 22.700 km². De maximale breedte van de Horin bedraagt 80m en de maximale diepte 16m. Een belangrijke zijrivier van de Horin is de Sloetsj.
De Horin ontspringt in de oblast Ternopil in Oekraïne, ten zuiden van de stad Kremenets. Deze stad ligt ten noorden van Ternopil, het administratief centrum van de oblast. De rivier stroomt naar het noorden alwaar deze meandert door de oblasten Chmelnytsky en Rivne. Daarna stroomt de rivier naar het noordoosten door de Wit-Russische oblast Brest, alwaar de Horin uitmondt in de Pripjat.
De kerncentrale Chmelnytsky, gelegen nabij de stad Netisjin, betrekt water uit de Horin als koelwater.
Voordat de rivier werd ingedamd, wat tot vervuiling leidde, werd het water gebruikt voor irrigatie en visserij. Een schoonmaakpoging in 1996 was een stap richting herstel van de rivier.
Steden en dorpen gelegen aan de Horin zijn: (Oekraïne:) Iziaslav, Slavoeta, Netisjin, Ostrog, Dubrovytsia, en (Wit-Rusland:) Rechytsa, Stolin.
- Virtual International Authority File: 317093384